# Galiceñoponny
Galiceñoponny är en hästras som härstammar från Mexiko. Galiceñon är en av de hästraser som härstammar från den historiska spanska hästen och de besitter även den berömda extra gångarten, passgången. Galiceñon är smidig och snabb och är en väldigt populär ridhäst i Mexiko.

## Historia
Galiceñon räknas som ett praktexempel på det spanska inflytandet på alla dagens Amerikanska hästraser. Rasens förfäder härstammar från Asturconponnyerna och de galiciska ponnyerna som lever halvvilt bergen i Galicien i nordvästra Spanien och rasen har därför fått sitt namn därifrån. De här hästarna var omtalade för sin mjuka gång och rasens extra gångart passgång var väldigt populär i England på 1500-talet. Dessa hästar fördes till Mexiko med Hernan Cortez och de spanska conquistadorerna under 1500-talet. Man tror då att galiceñon hade inflytande av samma spanska hästar som utvecklades till den spanska sorraiaponnyn och garranoponnyer från Portugal.
Galiceñon har blivit allt vanligare sedan 1950-talet och godkändes som ras 1958 då den för första gången infördes till USA. 1959 startades den första rasföreningen för att skydda rasen. Galiceñon är än idag ganska ovanlig utanför Mexiko.

## Egenskaper
Mankhöjden på rasen som sällan går över 148 cm gör att den räknas som ponny men rasen har egenskaper och karaktär och även utseende som en stor häst och kallas därför miniatyrhäst för det mesta. Galiceñon är foglig, stark och intelligent. Galiceñons snabbhet och smidighet har gjort den populär inom westernridning och den används idag mycket som transportmedel i Mexiko.
Galiceñon har ett ädelt utseende med ett fint, proportionerligt huvud, rörliga öron och uttrycksfulla ögon. Hästarna har inga typiska ponnykaraktärer utan de har atletiska, smala kroppar med en muskulös, ganska kort hals. Galiceñon har starka ben och små men riktigt hårda hovar. Dock kan Galiceoponnyerna ibland drabbas av dålig hållning.
Hästarna är populära i Mexiko då de är arbetsvilliga, lättlärda och intelligenta. De är lätta att träna och har god uthållighet. Även om de är ganska små kan de lätt bära en vuxen man i flera timmar, även under de varmaste dagarna.

## Garrano
De garranoponnyer som fördes till Amerika var de som senare blev den mexikanska rasen galiceñoponny. Numera finns ingen ras i Mexiko som heter Garrano men galiceñoponnyerna kan ibland kallas för Garrano. Garranohästar finns däremot i Portugal i området Minho. Hästarna kallas ibland även minhos. Dessa är ättlingar till de ursprungliga Garranoponnyerna som fördes till Amerika men på grund av konstant utavel med arabiska fullblod så har den moderna Garranon inte många likheter med den gamla Garranon.